# پرولتارکا
پرولتارکا (به لاتین: Proletarka) یک منطقهٔ مسکونی در روسیه است که در سرزمین آلتای واقع شده‌است.